# Der lange Weg zu einem kleinen zornigen Planeten
Der lange Weg zu einem kleinen zornigen Planeten ist der Debütroman der US-amerikanischen Science-Fiction Autorin Becky Chambers aus dem Jahr 2015. Das erste Buch der vierteiligen Wayfarer-Serie erschien unter dem Originaltitel The Long Way to a Small, Angry Planet und handelt von den Reisen der Wayfarer, einem Raumschiff, das den Auftrag hat, Wurmlöcher in die Galaxie zu bohren.

## Entstehungsgeschichte
Becky Chambers finanzierte die Herausgabe der englischsprachigen Ausgabe 2012 im Selbstverlag per Kickstarter. Erst nach der Veröffentlichung im Jahr 2015 wurde ihr Roman bei Hodder & Stoughton und Harper Voyager verlegt. Im Jahr 2016 erschien mit Zwischen zwei Sternen der zweite Teil der Wayfarer-Serie, dem sich 2018 der dritte Teil mit dem deutschsprachigen Titel Unter uns die Nacht anschloss. 2021 erschien der vierte und abschließende Roman Die Galaxie und das Licht darin im Vereinigten Königreich, bzw. 2022 übersetzt in Deutschland. Die einzelnen Romane der Wayfarer-Serie stellen keine direkt zusammenhängenden Werke einer Reihe dar, teilen sich jedoch das gleiche fiktive Universum. Inhaltliche Verknüpfungen gibt es jedoch durch Charaktere, die in mehreren Romanen übergreifend vorkommen.

## Handlung
Die Geschichte beginnt mit Rosemary Harpers Entschluss, ihr bisheriges Leben auf dem Planeten Mars zurückzulassen. Dafür nimmt sie eine Stelle als Verwaltungsassistentin auf der Wayfarer, einem Tunnlerschiff, das Durchgänge in den Weltraum bohrt, um weit entfernte Teile der Galaxie miteinander zu verbinden, an. Die Identität, die auf einem implantierten Chip am Handgelenk jeder Spezies gespeichert ist, lässt sie illegal entfernen, um mit neuem Namen ungehindert reisen zu können. Mit ihrer Ankunft auf der Wayfarer, einem Raumschiff für lange Distanzen, lernt sie die interspezifische Crew von Kapitän Ashby kennen. Alle Crew-Mitglieder der Wayfarer gehören unterschiedlichen Spezies an und haben dementsprechend ausgeprägte Fähigkeiten. Jede Spezies, die auf einem eigenen Planeten oder einer Flotte lebt, sind in der Galaktischen Union (GU) durch gemeinsame Gesetze vereint. Eines Tages nimmt die GU eine neue Spezies, die Toremi, auf und Kapitän Ashby erhält den lukrativen Zuschlag für einen Großauftrag: Die Wayfarer soll einen Tunnel in die bisher unbekannte und für kriegerische Auseinandersetzungen bekannte Galaxie der Toremi bohren.
Während des langen Fluges zum Erfüllungsort muss die Crew allerlei Konflikten und Strapazen trotzen, die sich durch ihre interspezifischen Kulturen ergeben. Die Zwischenstopps auf den jeweiligen Heimatplaneten einzelner Crewmitglieder lassen Raum, die jeweilige Kultur kennenzulernen und einander besser zu verstehen.
Auf ihrer Reise ist die Crew der Wayfarer unterschiedlichen Herausforderungen ausgesetzt. Nach einem Einkauf dockt ein anderes Raumschiff unerwartet an, und die Angreifer verschaffen sich gewaltsamen Zugriff. Rosemary bewahrt bei dem Überfall die Fassung und kann vermitteln, da sie zufällig die Sprache der Angreifenden beherrscht. Die Mechtech Kizzy kann bei einem anderen Zwischenfall versteckte Sprengkörper entschärfen, da sie die Besonderheit des Metalles aus ihrer Kindheit kennt. Körperliche Verletzungen heilt Dr. Koch, der mittels Körperbots die einzelnen Besatzungsmitglieder wieder zusammenflickt, falls es doch einmal zu körperlichen Auseinandersetzungen kommt. Auch Rosemarys Geheimnis, das sie selbst lüftet, wird von der Crew mit Fassung aufgenommen und es ermöglicht tiefergehende Gespräche, die den Umgang der unterschiedlichen Spezies mit Emotionen aufweisen.
In der GU ist die Spezies Mensch unterrepräsentiert, und es leben zahlreiche Spezies in unzähligen Konstellationen zusammen. Jedes Crewmitglied spricht mehrere Sprachen, kennt die Vielfalt der GU und ist mit technischen Systemen wie der KI (Kommunikations Interface) vertraut. Das Zusammenspiel der unterschiedlichen Spezies und deren Überleben auf der Wayfarer ist unabdingbar von Handlungen jedes Einzelnen. Probleme wie Rassismus, Klassismus, Beharren auf patriarchalen Strukturen etc. scheinen nicht zu existieren und würden im luftleeren Raum Stoff für kurzweilige Auseinandersetzungen geben, die das Überleben gefährden. Auf ihrer Reise lernt die Crew unterschiedliche Planeten und Orte der GU kennen. Die dort lebenden Spezies mit ihren jeweiligen Fähigkeiten sind behilflich bei Reparaturen des Raumschiffes, der Nahrungsbeschaffung oder einfach für einen Austausch auf festen Boden.

### Hauptfiguren

#### Ashby Santoso
Als Kapitän der Wayfarer hat er die Crew für sein Langstreckenschiff, das hauptsächlich Missionen fürs Tunneln erfüllt, zusammengestellt. Er ist ein Mensch und wurde auf einem Siedlerschiff geboren, das von der Exodus-Flotte abstammt. Mit der Äluonerin Pei verbindet ihn eine geheime Beziehung. Deren Spezies untersagt es, Beziehungen mit anderen Spezies einzugehen.

#### Rosemary Harper
Als Mensch auf dem Mars geboren, versucht sie den Kontakt zu ihrer Familie abzubrechen und hat keine Langstreckenerfahrung, bevor sie auf der Wayfarer anheuert.

#### Artis Corbin
Als Algaeist der Wayfarer kontrolliert er die Algentanks im Algendepot. Die Algen dienen als Treibstoff für den Antrieb des Raumschiffs. Er ist ein Mensch, der vom Sol-System abstammt. Seine Vorfahren waren Wissenschaftler und seine Haut hat kaum Pigmente. Mit Sissix steht er auf Kriegsfuß und auch beim Rest der Crew ist er nicht sehr beliebt.

#### Lovelace
Ist das Kommunikationsinterface (KI) des Schiffes mit dem Spitznamen Lovey. Das KI ist durch Voxe, die in jedem Raum und in den Gängen installiert sind, für die Crew erreichbar.

#### Kizzy Shao
Mechtech, mit exodanischer menschlicher Herkunft, die auf einer außersolaren Kolonie aufwuchs. Zusammen mit Jenks ist sie für die Technik zuständig. Ununterbrochen Snacks essend ist sie ein gewitztes und beliebtes Besatzungsmitglied der Wayfarer.

#### Jenks
Ein Gentweak menschlicher Herkunft, der kleinwüchsig ist und als Comptech auf der Wayfarer arbeitet. Er trägt viele Tattoos und Piercings und ist in die KI Lovelace verliebt. Im Laufe der Geschichte versucht er, der KI illegal einen Körper zu verschaffen, um mit ihr zusammen sein zu können.

#### Sissix
Die Pilotin der Wayfarer ist eine Aandriskfrau und für die Navigation sowie für das Tunneln verantwortlich. Aandrisk haben schlanke, geschmeidige Körper und sind vom Scheitel bis Schwanzspitze mit moosgrünen Schuppen bedeckt. Sie haben ein flaches Gesicht ohne Nase, Lippen und Ohren. Stattdessen gibt es Löcher zum Atmen und Hören und ein kleiner Schlitz dient als Mund. Ihr Kopf ist von einem vielfarbigen Federschopf bedeckt und der Oberkörper ist flach wie bei einem menschlichen Mann, dem sich muskulöse Echsenbeine anschließen. Aus Fingern und Zehen wachsen dicke Krallen, die Sissix stets feilt und lackiert. Sie trägt menschenähnliche Kleidung.

#### Dr. Koch
Er ist Arzt und Koch auf der Wayfarer und gehört der Spezies der Grum an, die etwa doppelt so groß sind wie erwachsene Menschen. Er ist männlich, hat aber lebenslang ein fließendes biologisches Geschlecht. Seine Stimme klingt vielstimmig und die sechs gleichförmigen Gliedmaßen können Arme sowie Beine sein. Außerdem pflegt er den Garten und darin wachsende Pflanzen des Raumschiffes.

#### Ohan
Navigator der Wayfarer ist ein Sianatpaar, das im Plural sie angesprochen wird. Die Sianat haben ausgeprägte geistige Fähigkeiten, die auf einem Virus beruhen, und leben sehr zurückgezogen. Alle Sianat infizieren sich in der Kindheit mit dem Virus und sind ab diesem Zeitpunkt keine individuellen Wesen mehr, sondern gelten als pluralistische Wesenheit – als Paar. Aufgrund ihrer Fähigkeit, anders zu denken als andere Spezies, sind sie wertvolle Mitarbeiter bei Forschungsprojekten und auf Tunnlerschiffen. Ohan sind nicht gesellig und verlassen ihren Raum selten.

## Rezeption
Nach der Veröffentlichung bekam der Roman zahlreiche Nominierungen, unter anderem für den Arthur C. Clarke Award und andere Genrepreise.
Die Wayfarers-Romanreihe als Gesamtwerk erhielt zudem den Hugo-Award 2019 für die Beste Serie.

### Deutsche Ausgaben
- Der lange Weg zu einem kleinen zornigen Planeten. FISCHER Tor 2016, Frankfurt a. M. ISBN 978-3-596-03568-7.

### Englische Ausgaben
- The Long Way to a Small, Angry Planet. Hodder & Stoughton 2015, London. ISBN 978-1-4736-1981-4.
- The Long Way to a Small, Angry Planet. HarperVoyager 2016, New York City. ISBN 978-0-06-244413-4